# Килкил
Килки́л (англ. Kilkeel, ирл. Cill Chaoil — «узкая церковь») — малый рыболовный город района Ньюри и Мурн, находящийся в графстве Даун Северной Ирландии.

## Демография
Килкил определяется Northern Ireland Statistics and Research Agency (NISRA) как малый таун (то есть как город с населением от 4500 до 10000 человек).